# Strzyłki (gmina)
Strzyłki – dawna gmina wiejska w powiecie turczańskim województwa lwowskiego II Rzeczypospolitej. Siedzibą gminy były Strzyłki.
Gminę utworzono 1 sierpnia 1934 r. w ramach reformy na podstawie ustawy scaleniowej z dotychczasowych gmin wiejskich: Busowisko, Hołowiecko, Łużek Górny, Niedzielna, Strzyłki, Topolnica Rustykalna, Topolnica Szlachecka, Turze i Tysowica.
Po wojnie obszar gminy został odłączony od Polski i włączony do Ukraińskiej SRR.